# Selección de fútbol sala de Ecuador
La Selección de fútbol sala del Ecuador es el equipo que representa al Ecuador en las competiciones oficiales de fútbol sala organizadas por la Conmebol y la FIFA.

## Historia
Ecuador empezaría su debut en la copa América en 1992 cuando comenzó el torneo con el grupo conformado por Paraguay (4-4), 
Brasil (2-6) y Argentina (1-5) finalizando último con una unidad por detrás de las tres selecciones.
Luego de no participar las ediciones de 1995, 1996, 1997, 1998, 1999, Ecuador volvió a participar en la Copa América en el año 2000 encuadrado en el grupo A con Uruguay (4-5) y contra (4-5) terminando último sin unidades, lo mismo en el año 2003 esta vez con Venezuela (4-5) y Argentina (2-6), en 2008 Ecuador estaría en el grupo C con Brasil (1-11), con Uruguay (2-4) y con Chile (8-3) ganando por primera vez en el torneo, esta vez en la penúltima posición, después de no participar la edición de 2011, fue sede de la Copa América 2015, Ecuador conformaría el grupo A con Chile (2-2), Perú (1-1), Paraguay (1-7), Argentina (1-5) finalizando en última posición con dos unidades, en 2017 Ecuador jugaría en el grupo B contra Paraguay (0-3), Colombia (1-9), Perú (4-3) y Uruguay (3-3) culminando así penúltimo por detrás de Uruguay, Paraguay y Colombia, en 2022 jugaría la Copa América con Brasil (1-5), Chile (4-2), Uruguay (0-6) y Colombia (3-5), terminando penúltimo con tres unidades, en 2024 Ecuador realizó una estrepitosa campaña en copa América perdiendo con Paraguay, Colombia, Chile y Venezuela.

## Estadísticas

### Copa Mundial de Futsal FIFA
| Copa Mundial de fútbol sala de la FIFA | Copa Mundial de fútbol sala de la FIFA | Copa Mundial de fútbol sala de la FIFA | Copa Mundial de fútbol sala de la FIFA | Copa Mundial de fútbol sala de la FIFA | Copa Mundial de fútbol sala de la FIFA | Copa Mundial de fútbol sala de la FIFA | Copa Mundial de fútbol sala de la FIFA |
| Año                                    | Ronda                                  | J                                      | G                                      | E                                      | P                                      | GF                                     | GC                                     |
| -------------------------------------- | -------------------------------------- | -------------------------------------- | -------------------------------------- | -------------------------------------- | -------------------------------------- | -------------------------------------- | -------------------------------------- |
| 1989                                   | No participó                           | No participó                           | No participó                           | No participó                           | No participó                           | No participó                           | No participó                           |
| 1992                                   | No clasificó                           | No clasificó                           | No clasificó                           | No clasificó                           | No clasificó                           | No clasificó                           | No clasificó                           |
| 1996                                   | No participó                           | No participó                           | No participó                           | No participó                           | No participó                           | No participó                           | No participó                           |
| 2000                                   | No clasificó                           | No clasificó                           | No clasificó                           | No clasificó                           | No clasificó                           | No clasificó                           | No clasificó                           |
| 2004                                   | No clasificó                           | No clasificó                           | No clasificó                           | No clasificó                           | No clasificó                           | No clasificó                           | No clasificó                           |
| 2008                                   | No clasificó                           | No clasificó                           | No clasificó                           | No clasificó                           | No clasificó                           | No clasificó                           | No clasificó                           |
| 2012                                   | No clasificó                           | No clasificó                           | No clasificó                           | No clasificó                           | No clasificó                           | No clasificó                           | No clasificó                           |
| 2016                                   | No clasificó                           | No clasificó                           | No clasificó                           | No clasificó                           | No clasificó                           | No clasificó                           | No clasificó                           |
| 2021                                   | No clasificó                           | No clasificó                           | No clasificó                           | No clasificó                           | No clasificó                           | No clasificó                           | No clasificó                           |
| 2024                                   | Por disputarse                         | Por disputarse                         | Por disputarse                         | Por disputarse                         | Por disputarse                         | Por disputarse                         | Por disputarse                         |
| Total                                  | 0/9                                    | -                                      | -                                      | -                                      | -                                      | -                                      | -                                      |

### Copa América de Futsal
| Copa América de Futsal | Copa América de Futsal | Copa América de Futsal | Copa América de Futsal | Copa América de Futsal | Copa América de Futsal | Copa América de Futsal | Copa América de Futsal |
| Año                    | Ronda                  | J                      | G                      | E                      | P                      | GF                     | GC                     |
| ---------------------- | ---------------------- | ---------------------- | ---------------------- | ---------------------- | ---------------------- | ---------------------- | ---------------------- |
| 1992                   | Cuarto lugar           | 3                      | 0                      | 1                      | 2                      | 7                      | 12                     |
| 1995                   | No participó           | No participó           | No participó           | No participó           | No participó           | No participó           | No participó           |
| 1996                   | No participó           | No participó           | No participó           | No participó           | No participó           | No participó           | No participó           |
| 1997                   | No participó           | No participó           | No participó           | No participó           | No participó           | No participó           | No participó           |
| 1998                   | No participó           | No participó           | No participó           | No participó           | No participó           | No participó           | No participó           |
| 1999                   | No participó           | No participó           | No participó           | No participó           | No participó           | No participó           | No participó           |
| 2000                   | Fase de grupos         | 2                      | 0                      | 0                      | 2                      | 8                      | 10                     |
| 2003                   | Fase de grupos         | 2                      | 0                      | 0                      | 2                      | 6                      | 11                     |
| 2008                   | Sexto lugar            | 4                      | 1                      | 0                      | 3                      | 12                     | 24                     |
| 2011                   | No participó           | No participó           | No participó           | No participó           | No participó           | No participó           | No participó           |
| 2015                   | Fase de grupos         | 4                      | 0                      | 2                      | 2                      | 5                      | 15                     |
| 2017                   | Octavo lugar           | 5                      | 1                      | 1                      | 3                      | 9                      | 21                     |
| 2022                   | Séptimo lugar          | 5                      | 1                      | 1                      | 3                      | 10                     | 20                     |
| 2024                   | Por disputarse         | 0                      | 0                      | 0                      | 0                      | 0                      | 0                      |
| Total                  | 7/13                   | 25                     | 3                      | 5                      | 17                     | 57                     | 113                    |

### Eliminatorias Sudamericanas
| Eliminatorias Sudamericanas de Futsal | Eliminatorias Sudamericanas de Futsal | Eliminatorias Sudamericanas de Futsal | Eliminatorias Sudamericanas de Futsal | Eliminatorias Sudamericanas de Futsal | Eliminatorias Sudamericanas de Futsal | Eliminatorias Sudamericanas de Futsal | Eliminatorias Sudamericanas de Futsal |
| Año                                   | Ronda                                 | J                                     | G                                     | E                                     | P                                     | GF                                    | GC                                    |
| ------------------------------------- | ------------------------------------- | ------------------------------------- | ------------------------------------- | ------------------------------------- | ------------------------------------- | ------------------------------------- | ------------------------------------- |
| 2012                                  | Décimo lugar                          | 5                                     | 0                                     | 0                                     | 5                                     | 13                                    | 27                                    |
| 2016                                  | Octavo lugar                          | 5                                     | 1                                     | 0                                     | 4                                     | 8                                     | 25                                    |
| 2020                                  | Noveno lugar                          | 5                                     | 1                                     | 1                                     | 3                                     | 6                                     | 20                                    |
| Total                                 | 3/3                                   | 15                                    | 2                                     | 1                                     | 12                                    | 27                                    | 62                                    |

## Palmarés
| Competición                            | Campeón | Subcampeón | Tercer lugar | Cuarto lugar |
| -------------------------------------- | ------- | ---------- | ------------ | ------------ |
| Copa América de Futsal                 |         |            |              | 1 (1992)     |
| Fútbol sala en los Juegos Bolivarianos |         | 1 ( 2017)  | 1 ( 2009)    | 1 (2013)     |

- Datos: Q3873607